# Edward Van Even
Gerard Edward Van Even (Leuven, 6 december 1821 - Leuven, 11 februari 1905) was een Belgisch letterkundige, historicus en stadsarchivaris van Leuven.

## Levensloop
Vanaf 1846 werkte Van Even als onderbibliothecaris in de universiteitsbibliotheek van Leuven. Op 1 februari 1853 trad hij in dienst op het stadhuis als employé chargé plus spécialement du travail des archives, een functie die hij tot aan zijn dood bleef uitoefenen. Meer dan vijftig jaar zou hij het stadsarchief onder zijn hoede hebben. Zijn inventarissen van de oorkonden en registers hebben echter zeker niet dezelfde waarde als deze van andere stadsarchieven. Toegankelijkheid was zeker niet zijn belangrijkste zorg. Toch werd na zijn overlijden de functie van archivaris weer afgeschaft, in de mening dat het archief volledig ontsloten was. Hier zou de stad al snel op terugkomen, want rijksarchivaris Joseph Cuvelier werd aangezocht om het oude archief van de stad te inventariseren.

## Een Leuvens cultuurfiguur
Naast zijn functie als archivaris stond Van Even ook in het voor het stedelijk museum, gevestigd in het stadhuis. Uit dit museum groeide het Stedelijk Museum Vander Kelen-Mertens, waar na 1938 zijn eigen verzamelingen ook deel van gingen uitmaken. De zussen van Van Even, die net als hun broer ongehuwd bleven, stonden namelijk delen van Van Evens collectie af aan diens vriend Victor Demunter (1857-1939), conservator van het stedelijk museum. Bij het overlijden van zijn laatste zus, Agnes Eugenia Van Even (1824-1911), kwam ook de rest van de verzameling terecht bij Demunter, die ze samen met zijn collectie in 1938 aan de stad overmaakte.
Literatuur en poëzie vormden een van zijn eerste interesses. Zo vatte hij in 1853 het plan op met Auguste Angillis Werken der Vlaemsche dichteressen uit den voortijd uit te geven. Bij gebrek aan intekeningen verscheen hier maar één aflevering van. Zelf waagde hij zich ook aan het schrijven, met enkele historische toneelstukken als resultaat. Met Joseph Alberdingk Thijm onderhield hij ook een jarenlange correspondentie, zodat hij van in het begin bijdragen leverde aan de Dietsche Warande. Andere kunsten konden ook op zijn belangstelling rekenen. De 18de-eeuwse schilder Pieter-Jozef Verhaghen was een van zijn favorieten, waar hij enkele werken van bezat. Voor zijn kunsthistorische publicaties steunde hij vooral op archiefstukken. Zo voerde hij een jarenlange polemiek met de Antwerpse stadsarchivaris Pieter Génard over de geboorteplaats van Quinten Massijs (I).
Al sinds de jaren 1840 speelde Van Even een rol in het culturele leven in Leuven. Op 13 oktober 1878 werd hij gehuldigd voor het al vijfentwintig jaar lang uitoefenen van de functie van secretaris van de Commissie der Gemeentefeesten. 326 verenigingen legden bij in een herdenkingsbeker. De stadsarchivaris was echter vooral een enthousiast historicus, aangevuurd door zijn werkzaamheden in het stadsarchief. Louvain dans le passé et dans le présent vormt het resultaat van deze jarenlange opzoekingen en geldt nog steeds als een standaardwerk voor de Leuvense geschiedenis. Ook bij leven kreeg hij erkenning voor zijn werk. Het stadsarchief bezat een onuitgegeven geschiedenis van Willem Boonen. Van Even verzorgde de uitgave hiervan, die voltooid werd in 1880. Het stadsbestuur bood hem daarvoor uit dankbaarheid op 8 september 1883 een luxe-exemplaar aan, voor l’admirable érudition et le zèle laborieux waarmee hij de publicatie had verzorgd. Op 29 oktober 1900 werd de Stopselstraat, waar de archivaris sinds 1829 woonde, hernoemd tot Edward Van Evenstraat.
In 1903 was Van Even vijftig jaar in dienst als stadsarchivaris. Twee vieringen vielen hem te beurt: zijn werkgever bood hem een gouden erepenning aan in een plechtige gemeenteraadszitting op 23 februari 1903 en zijn vrienden organiseerden op 2 augustus 1903 een huldebetoon, waarbij Van Even een portret van hemzelf, geschilderd door Omer Dierickx, werd aangeboden.

## Genootschappen
Van Even was lid van verschillende verenigingen uit binnen- en buitenland. Zo was hij sinds 1860 corresponderend lid van de Koninklijke Academie voor Oudheidkunde van België en vanaf 1900 titelvoerend lid. Vanaf 1889 was hij corresponderend en na 1892 gewoon lid van de Koninklijke Academie van België. Van de Koninklijke Vlaamsche Academie voor Taal- en Letterkunde was hij sinds 1887 corresponderend lid. In 1889 werd hij werkend lid, in 1899 voorzitter. Op 18 december 1901 huldigde deze academie hem naar aanleiding van zijn tachtigste verjaardag, met een gedicht door Hendrik Claeys. Van de Koninklijke Commissie der Monumenten was hij briefwisselend lid.

## Eretekens
- Officier in de Leopoldsorde
- Burgerkruis van 1ste klasse